# Treizième district congressionnel du Texas
Le 13e district congressionnel du Texas est un district qui comprend la majeure partie du Texas Panhandle, des parties de Texoma et le nord-ouest du nord du Texas. Les principales villes du district sont Amarillo, Gainesville et Wichita Falls. Il serpente à travers le Panhandle jusqu'aux plaines du sud, puis s'étend vers l'est à travers la vallée de la Red River. Couvrant plus de 40 000 miles carrés (100 000 km2), c'est le 19e plus grand district du pays en terme de superficie, le 14e qui ne couvre pas un État entier, ainsi que le deuxième plus grand du Texas derrière le 23e district. Une fois le recensement de 2020 terminé, le 13e district a été fortement redessiné pour incorporer Denton, une banlieue de plus en plus Démocrate du complexe métropolitain de Dallas-Fort Worth qui était auparavant le pilier du 26e district. Avec un indice CPVI de R+26, c'est l'un des districts les plus républicains du Texas.
Le district est représenté à la Chambre des représentants des États-Unis par le Républicain Ronny Jackson depuis 2021, et auparavant par le Républicain Mac Thornberry, de 1995 jusqu'à sa décision de ne pas se présenter aux élections en 2020. La configuration actuelle du district date de 1973, lorsque le 18e district basé à Panhandle a fusionné avec le 13e basé à Texoma. Le district fusionné contenait une plus grande partie du territoire de l'ancien 18e.
Le Panhandle avait été l'une des premières régions du Texas à rompre avec le modèle de vote Solid South. Alors que les électeurs de la région ont commencé à diviser leurs listes dès les années 1940 (et ont en fait élu un républicain lors d'une élection spéciale de 1950), les démocrates ont continué à occuper la plupart des bureaux locaux, ainsi que la plupart des sièges de la région à l'Assemblée législative de l'État, jusque dans les années 1990. En 1976 encore, Jimmy Carter a remporté 33 des 44 comtés du district, obtenant 60 à 70 % des voix dans bon nombre d'entre eux.
Depuis que Thornberry a évincé en 1994 le Démocrate Bill Sarpalius, pour trois mandats, un Démocrate n'a franchi la barre des 30 % qu'en 1996, 1998 et 2000. Les républicains dominent désormais à presque tous les niveaux du gouvernement, gagnant régulièrement avec des marges écrasantes lorsqu'ils font face à une quelconque opposition. Au tournant du millénaire, il ne restait presque plus d’élus démocrates au-dessus du niveau des comtés.
En 2012, Barack Obama n'a obtenu que 18,5 % des voix dans le 13e, son plus faible pourcentage de toutes les districts du pays. En 2016, il s'agissait de la deuxième plus grande marge de défaite d'Hillary Clinton dans un district après le 4e de l'Alabama. Elle a obtenu un pourcentage encore plus faible que celui du Président Obama quatre ans auparavant, rassemblant 16,9 % des voix contre 79,9 % pour Donald Trump.

## Historique de vote
| Année | Poste     | Résultats              |
| ----- | --------- | ---------------------- |
| 2000  | Président | Bush 68,0 % – 31,0 %   |
| 2004  | Président | Bush 78,0 % – 22,0 %   |
| 2008  | Président | McCain 77,0 % – 22,0 % |
| 2012  | Président | Romney 80,0 % – 19,0 % |
| 2016  | Président | Trump 80,0 % – 17,0 %  |
| 2020  | Président | Trump 80,0 % – 19,0 %  |

## Liste des Représentants du district
| Membre                          | Parti       | Années                              | Congrès     | Histoire électorale |
| ------------------------------- | ----------- | ----------------------------------- | ----------- | --- |
| District établit le 4 mars 1893 |             |                                     |             | |
| Jeremiah V. Cockrell (en)       | Démocrate   | 4 mars 1893 - 3 mars 1897           | 53e , 54e   | Élu en 1982. Réélu en 1984. |
| John H. Stephens (en)           | Démocrate   | 4 mars 1897 - 3 mars 1917           | 55e - 64e   | Élu en 1896. Réélu en 1898. Réélu en 1900. Réélu en 1902. Réélu en 1904. Réélu en 1906. Réélu en 1908. Réélu en 1910. Réélu en 1912. Réélu en 1914.                                                       |
| J. Marvin Jones (en)            | Démocrate   | 4 mars 1917 - 3 mars 1919           | 65e         | Élu en 1916. Redécoupage vers le 18e district. |
| Lucian W. Parrish (en)          | Démocrate   | 4 mars 1919 - 27 mars 1922          | 66e , 67e   | Élu en 1918. Réélu en 1920. Décès. |
| Vacant                          | Vacant      | 27 mars 1922 - 22 mai 1922          | 67e         | |
| Guinn Williams (en)             | Démocrate   | 22 mai 1922 - 3 mars 1933           | 67e - 72e   | Élu pour terminer le mandat de Parrish. Réélu en 1922. Réélu en 1924. Réélu en 1926. Réélu en 1928. Réélu en 1930.                                                                                        |
| William D. McFarlane (en)       | Démocrate   | 4 mars 1933 - 3 janvier 1939        | 73e - 75e   | Élu en 1932. Réélu en 1934. Réélu en 1936. |
| William D. McFarlane (en)       | Démocrate   | 3 janvier 1939 - 31 juillet 1951    | 76e - 82e   | Élu en 1938. Réélu en 1940. Réélu en 1942. Réélu en 1944. Réélu en 1946. Réélu en 1948. Réélu en 1950. Démissionne.                                                                                       |
| Vacant                          | Vacant      | 31 juillet 1951 - 8 septembre 1951  | 82e         | |
| Frank N. Ikard (en)             | Démocrate   | 8 septembre 1951 - 15 décembre 1961 | 82e - 87e   | Élu pour terminer le mandat de Gossett. Réélu en 1952. Réélu en 1954. Réélu en 1956. Réélu en 1958. Réélu en 1960. Démissionne.                                                                           |
| Vacant                          | Vacant      | 15 décembre 1961 - 27 janvier 1962  | 87e         | |
| Graham B. Purcell Jr. (en)      | Démocrate   | 27 janvier 1962 - 3 janvier 1973    | 87e - 92e   | Élu pour terminer le mandat d'Ikard. Réélu en 1962. Réélu en 1964. Réélu en 1966. Réélu en 1968. Réélu en 1970. Perd sa réélection après son redécoupage.                                                 |
| Bob Price (en)                  | Républicain | 3 janvier 1973 - 3 janvier 1975     | 93e         | Redécoupage depuis le 18e district et réélu en 1972. Perd sa réélection. |
| Jack Hightower (en)             | Démocrate   | 3 janvier 1975 - 3 janvier 1985     | 94e - 98e   | Élu en 1974. Réélu en 1976. Réélu en 1978. Réélu en 1980. Réélu en 1982. Perd sa réélection. |
| Beau Boulter (en)               | Républicain | 3 janvier 1985 - 3 janvier 1989     | 99e , 100e  | Élu en 1984. Réélu en 1986. Retrait pour se présenter comme Sénateur des États-Unis. |
| Bill Sarpalius (en)             | Démocrate   | 3 janvier 1989 - 3 janvier 1995     | 101e - 103e | Élu en 1988. Réélu en 1990. Réélu en 1992. Perd sa réélection. |
| Mac Thornberry                  | Républicain | 3 janvier 1995 - 3 janvier 2021     | 104e - 116e | Élu en 1994. Réélu en 1996. Réélu en 1998. Réélu en 2000. Réélu en 2002. Réélu en 2004. Réélu en 2006. Réélu en 2008. Réélu en 2010. Réélu en 2012. Réélu en 2014. Réélu en 2016. Réélu en 2018. Retrait. |
| Ronny Jackson                   | Républicain | 3 janvier 2021 - Présent            | 117e - 119e | Élu en 2020. Réélu en 2022 Réélu en 2024. |

## Résultats des récentes élections
Voici les résultats des dix précédents cycles électoraux dans le district.

## Frontières historiques du district

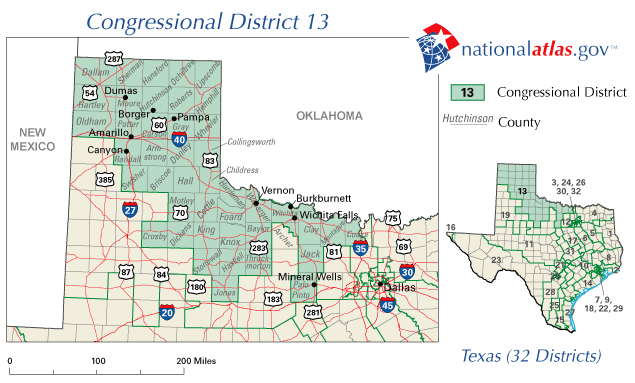
2007 - 2013

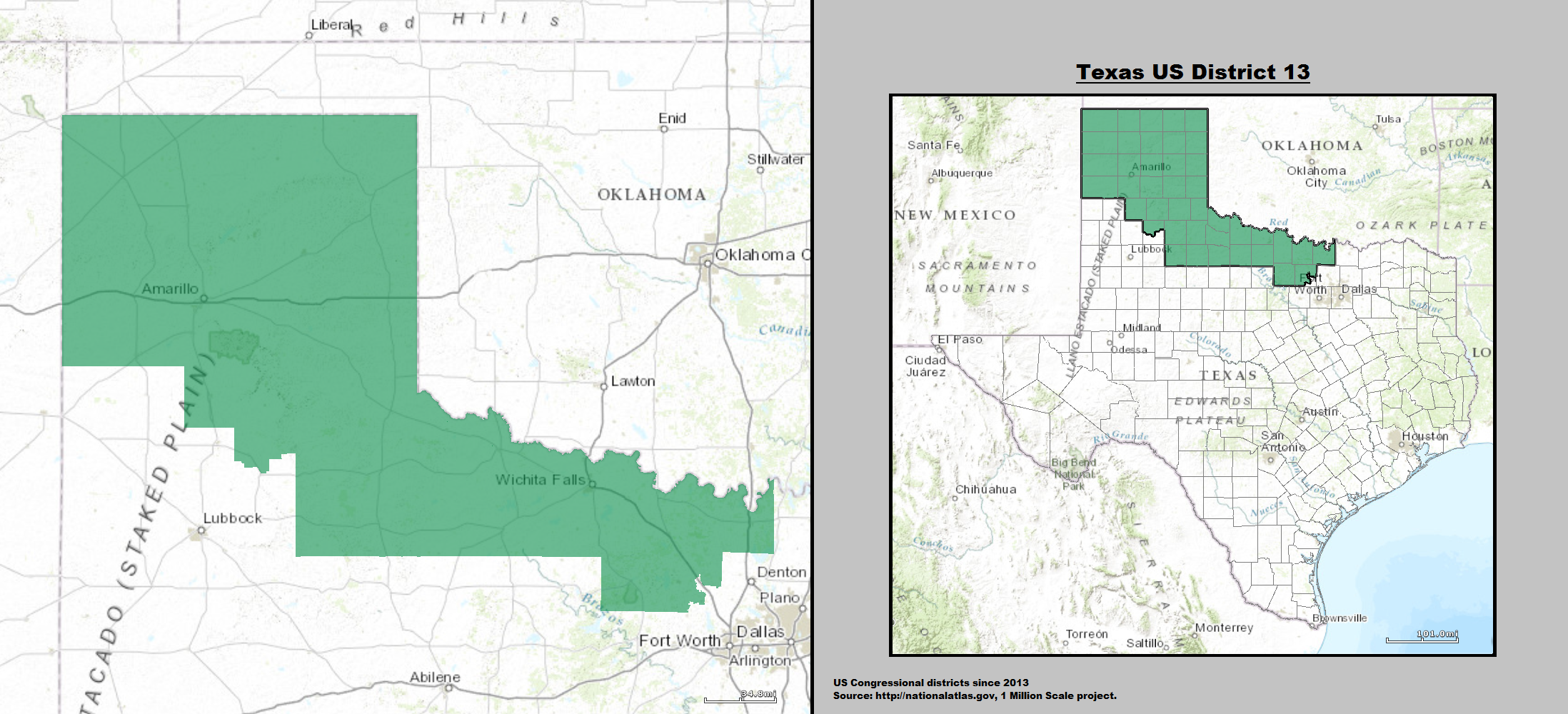
2013 - 2023

### 2004
| Élection de 2004 du 13e district congressionnel du Texas | Élection de 2004 du 13e district congressionnel du Texas | Élection de 2004 du 13e district congressionnel du Texas | Élection de 2004 du 13e district congressionnel du Texas | Élection de 2004 du 13e district congressionnel du Texas |
| -------------------------------------------------------- | -------------------------------------------------------- | -------------------------------------------------------- | -------------------------------------------------------- | -------------------------------------------------------- |
| Parti                                                    | Parti                                                    | Candidat                                                 | Votes                                                    | %                                                        |
|                                                          | Républicain                                              | Mac Thornberry (sortant)                                 | 189 448                                                  | 92,31                                                    |
|                                                          | Libertarien                                              | John Robert Deek                                         | 15 793                                                   | 7,69                                                     |
| Total des votes                                          | Total des votes                                          | Total des votes                                          | 205 241                                                  | 100 %                                                    |
|                                                          | Les Républicains conservent                              |                                                          |                                                          |                                                          |

### 2006
| Élection de 2006 du 13e district congressionnel du Texas | Élection de 2006 du 13e district congressionnel du Texas | Élection de 2006 du 13e district congressionnel du Texas | Élection de 2006 du 13e district congressionnel du Texas | Élection de 2006 du 13e district congressionnel du Texas |
| -------------------------------------------------------- | -------------------------------------------------------- | -------------------------------------------------------- | -------------------------------------------------------- | -------------------------------------------------------- |
| Parti                                                    | Parti                                                    | Candidat                                                 | Votes                                                    | %                                                        |
|                                                          | Républicain                                              | Mac Thornberry (sortant)                                 | 108 107                                                  | 74,35                                                    |
|                                                          | Démocrate                                                | Roger J. Waun                                            | 33 460                                                   | 23,01                                                    |
|                                                          | Libertarien                                              | Keith Dyer                                               | 3 829                                                    | 2,63                                                     |
| Total des votes                                          | Total des votes                                          | Total des votes                                          | 145 396                                                  | 100 %                                                    |
|                                                          | Les Républicains conservent                              |                                                          |                                                          |                                                          |

### 2008
| Élection de 2008 du 13e district congressionnel du Texas | Élection de 2008 du 13e district congressionnel du Texas | Élection de 2008 du 13e district congressionnel du Texas | Élection de 2008 du 13e district congressionnel du Texas | Élection de 2008 du 13e district congressionnel du Texas |
| -------------------------------------------------------- | -------------------------------------------------------- | -------------------------------------------------------- | -------------------------------------------------------- | -------------------------------------------------------- |
| Parti                                                    | Parti                                                    | Candidat                                                 | Votes                                                    | %                                                        |
|                                                          | Républicain                                              | Mac Thornberry (sortant)                                 | 180 078                                                  | 77,65                                                    |
|                                                          | Démocrate                                                | Roger James Waun                                         | 51 841                                                   | 22,35                                                    |
| Total des votes                                          | Total des votes                                          | Total des votes                                          | 231 919                                                  | 100 %                                                    |
|                                                          | Les Républicains conservent                              |                                                          |                                                          |                                                          |

### 2010
| Élection de 2010 du 13e district congressionnel du Texas | Élection de 2010 du 13e district congressionnel du Texas | Élection de 2010 du 13e district congressionnel du Texas | Élection de 2010 du 13e district congressionnel du Texas | Élection de 2010 du 13e district congressionnel du Texas |
| -------------------------------------------------------- | -------------------------------------------------------- | -------------------------------------------------------- | -------------------------------------------------------- | -------------------------------------------------------- |
| Parti                                                    | Parti                                                    | Candidat                                                 | Votes                                                    | %                                                        |
|                                                          | Républicain                                              | Mac Thornberry (sortant)                                 | 113 201                                                  | 87,05                                                    |
|                                                          | Indépendant                                              | Keith Dyer                                               | 11 192                                                   | 8,61                                                     |
|                                                          | Libertarien                                              | John T. Burwell Jr.                                      | 5 650                                                    | 4,34                                                     |
| Total des votes                                          | Total des votes                                          | Total des votes                                          | 130 043                                                  | 100 %                                                    |
|                                                          | Les Républicains conservent                              |                                                          |                                                          |                                                          |

### 2012
| Élection de 2012 du 13e district congressionnel du Texas | Élection de 2012 du 13e district congressionnel du Texas | Élection de 2012 du 13e district congressionnel du Texas | Élection de 2012 du 13e district congressionnel du Texas | Élection de 2012 du 13e district congressionnel du Texas |
| -------------------------------------------------------- | -------------------------------------------------------- | -------------------------------------------------------- | -------------------------------------------------------- | -------------------------------------------------------- |
| Parti                                                    | Parti                                                    | Candidat                                                 | Votes                                                    | %                                                        |
|                                                          | Républicain                                              | Mac Thornberry (sortant)                                 | 187 775                                                  | 90,98                                                    |
|                                                          | Libertarien                                              | John Robert Deek                                         | 12 701                                                   | 6,15                                                     |
|                                                          | Vert                                                     | Keith F. Houston                                         | 5 912                                                    | 2,86                                                     |
| Total des votes                                          | Total des votes                                          | Total des votes                                          | 206 388                                                  | 100 %                                                    |
|                                                          | Les Républicains conservent                              |                                                          |                                                          |                                                          |

### 2014
| Élection de 2014 du 13e district congressionnel du Texas | Élection de 2014 du 13e district congressionnel du Texas | Élection de 2014 du 13e district congressionnel du Texas | Élection de 2014 du 13e district congressionnel du Texas | Élection de 2014 du 13e district congressionnel du Texas |
| -------------------------------------------------------- | -------------------------------------------------------- | -------------------------------------------------------- | -------------------------------------------------------- | -------------------------------------------------------- |
| Parti                                                    | Parti                                                    | Candidat                                                 | Votes                                                    | %                                                        |
|                                                          | Républicain                                              | Mac Thornberry (sortant)                                 | 110 842                                                  | 84,3                                                     |
|                                                          | Démocrate                                                | Mike Minter                                              | 16 822                                                   | 12,8                                                     |
|                                                          | Libertarien                                              | Emily Pivoda                                             | 2 863                                                    | 2,2                                                      |
|                                                          | Vert                                                     | Don Cook                                                 | 924                                                      | 0,7                                                      |
| Total des votes                                          | Total des votes                                          | Total des votes                                          | 131 451                                                  | 100 %                                                    |
|                                                          | Les Républicains conservent                              |                                                          |                                                          |                                                          |

### 2016
| Élection de 2016 du 13e district congressionnel du Texas | Élection de 2016 du 13e district congressionnel du Texas | Élection de 2016 du 13e district congressionnel du Texas | Élection de 2016 du 13e district congressionnel du Texas | Élection de 2016 du 13e district congressionnel du Texas |
| -------------------------------------------------------- | -------------------------------------------------------- | -------------------------------------------------------- | -------------------------------------------------------- | -------------------------------------------------------- |
| Parti                                                    | Parti                                                    | Candidat                                                 | Votes                                                    | %                                                        |
|                                                          | Républicain                                              | Mac Thornberry (sortant)                                 | 199 050                                                  | 90,0                                                     |
|                                                          | Libertarien                                              | Calvin DeWeese                                           | 14 725                                                   | 6,7                                                      |
|                                                          | Vert                                                     | H.F. "Rusty" Tomlinson                                   | 7 467                                                    | 3,4                                                      |
| Total des votes                                          | Total des votes                                          | Total des votes                                          | 221 242                                                  | 100 %                                                    |
|                                                          | Les Républicains conservent                              |                                                          |                                                          |                                                          |

### 2018
| Élection de 2018 du 13e district congressionnel du Texas | Élection de 2018 du 13e district congressionnel du Texas | Élection de 2018 du 13e district congressionnel du Texas | Élection de 2018 du 13e district congressionnel du Texas | Élection de 2018 du 13e district congressionnel du Texas |
| -------------------------------------------------------- | -------------------------------------------------------- | -------------------------------------------------------- | -------------------------------------------------------- | -------------------------------------------------------- |
| Parti                                                    | Parti                                                    | Candidat                                                 | Votes                                                    | %                                                        |
|                                                          | Républicain                                              | Mac Thornberry (sortant)                                 | 168 090                                                  | 81,6                                                     |
|                                                          | Démocrate                                                | Greg Sagan                                               | 34 859                                                   | 16,9                                                     |
|                                                          | Libertarien                                              | Calvin DeWeese                                           | 3 144                                                    | 1,5                                                      |
| Total des votes                                          | Total des votes                                          | Total des votes                                          | 206 093                                                  | 100 %                                                    |
|                                                          | Les Républicains conservent                              |                                                          |                                                          |                                                          |

### 2020
| Élection de 2020 du 13e district congressionnel du Texas | Élection de 2020 du 13e district congressionnel du Texas | Élection de 2020 du 13e district congressionnel du Texas | Élection de 2020 du 13e district congressionnel du Texas | Élection de 2020 du 13e district congressionnel du Texas |
| -------------------------------------------------------- | -------------------------------------------------------- | -------------------------------------------------------- | -------------------------------------------------------- | -------------------------------------------------------- |
| Parti                                                    | Parti                                                    | Candidat                                                 | Votes                                                    | %                                                        |
|                                                          | Républicain                                              | Ronny Jackson                                            | 217 124                                                  | 79,4                                                     |
|                                                          | Démocrate                                                | Gus Trujillo                                             | 50 477                                                   | 18,5                                                     |
|                                                          | Libertarien                                              | Jack B. Westbrook                                        | 5 907                                                    | 2,1                                                      |
| Total des votes                                          | Total des votes                                          | Total des votes                                          | 273 508                                                  | 100 %                                                    |
|                                                          | Les Républicains conservent                              |                                                          |                                                          |                                                          |

### 2022
| Primaire Républicaine de 2022 du 13e district congressionnel du Texas | Primaire Républicaine de 2022 du 13e district congressionnel du Texas | Primaire Républicaine de 2022 du 13e district congressionnel du Texas | Primaire Républicaine de 2022 du 13e district congressionnel du Texas | Primaire Républicaine de 2022 du 13e district congressionnel du Texas |
| --------------------------------------------------------------------- | --------------------------------------------------------------------- | --------------------------------------------------------------------- | --------------------------------------------------------------------- | --------------------------------------------------------------------- |
| Parti                                                                 | Parti                                                                 | Candidat                                                              | Votes                                                                 | %                                                                     |
|                                                                       | Républicain                                                           | Ronny Jackson (sortant)                                               | 71 554                                                                | 100 %                                                                 |

| Primaire Démocrate de 2022 du 13e district congressionnel du Texas | Primaire Démocrate de 2022 du 13e district congressionnel du Texas | Primaire Démocrate de 2022 du 13e district congressionnel du Texas | Primaire Démocrate de 2022 du 13e district congressionnel du Texas | Primaire Démocrate de 2022 du 13e district congressionnel du Texas |
| ------------------------------------------------------------------ | ------------------------------------------------------------------ | ------------------------------------------------------------------ | ------------------------------------------------------------------ | ------------------------------------------------------------------ |
| Parti                                                              | Parti                                                              | Candidat                                                           | Votes                                                              | %                                                                  |
|                                                                    | Démocrate                                                          | Kathleen Brown                                                     | 10 807                                                             | 100 %                                                              |

| Élection de 2022 du 13e district congressionnel du Texas | Élection de 2022 du 13e district congressionnel du Texas | Élection de 2022 du 13e district congressionnel du Texas | Élection de 2022 du 13e district congressionnel du Texas | Élection de 2022 du 13e district congressionnel du Texas |
| -------------------------------------------------------- | -------------------------------------------------------- | -------------------------------------------------------- | -------------------------------------------------------- | -------------------------------------------------------- |
| Parti                                                    | Parti                                                    | Candidat                                                 | Votes                                                    | %                                                        |
|                                                          | Républicain                                              | Ronny Jackson (sortant)                                  | 161 767                                                  | 75,4                                                     |
|                                                          | Démocrate                                                | Kathleen Brown                                           | 52 910                                                   | 24,6                                                     |
| Total des votes                                          | Total des votes                                          | Total des votes                                          | 214 677                                                  | 100 %                                                    |
|                                                          | Les Républicains conservent                              |                                                          |                                                          |                                                          |

### 2024
| Primaire Républicaine de 2024 du 13e district congressionnel du Texas | Primaire Républicaine de 2024 du 13e district congressionnel du Texas | Primaire Républicaine de 2024 du 13e district congressionnel du Texas | Primaire Républicaine de 2024 du 13e district congressionnel du Texas | Primaire Républicaine de 2024 du 13e district congressionnel du Texas |
| --------------------------------------------------------------------- | --------------------------------------------------------------------- | --------------------------------------------------------------------- | --------------------------------------------------------------------- | --------------------------------------------------------------------- |
| Parti                                                                 | Parti                                                                 | Candidat                                                              | Votes                                                                 | %                                                                     |
|                                                                       | Républicain                                                           | Ronny Jackson (sortant)                                               | 81 844                                                                | 100 %                                                                 |

| Élection de 2024 du 13e district congressionnel du Texas | Élection de 2024 du 13e district congressionnel du Texas | Élection de 2024 du 13e district congressionnel du Texas | Élection de 2024 du 13e district congressionnel du Texas | Élection de 2024 du 13e district congressionnel du Texas |
| -------------------------------------------------------- | -------------------------------------------------------- | -------------------------------------------------------- | -------------------------------------------------------- | -------------------------------------------------------- |
| Parti                                                    | Parti                                                    | Candidat                                                 | Votes                                                    | %                                                        |
|                                                          | Républicain                                              | Ronny Jackson (sortant)                                  | 240 622                                                  | 100                                                      |
|                                                          | Les Républicains conservent                              |                                                          |                                                          |                                                          |